# José Marques da Cruz
José Maria Marques da Cruz (Famalicão, Cortes, 15 de novembro de 1888 — São Paulo, 23 de dezembro de 1958) foi um professor, historiador da literatura e escritor luso-brasileiro, professor da Universidade de São Paulo.
Como escritor adotou os pseudônimos de Zoroastro e Fulgêncio Claro.

## Biografia
Era filho de Francisco Marques da Cruz e Maria Joaquina Marques da Cruz; realizou os estudos fundamentais em Leiria Leiria e secundário em Castelo Branco; em 1908 ingressou na Faculdade de Direito da Universidade de Coimbra.
Quando na faculdade, para auxiliar as despesas, dava aulas num liceu; pouco após sua vinda ao Brasil participa de um sarau em casa de Alfredo Loureiro da Cruz, amigo de seu primo Alves Pinto e filho do Visconde de Rio Tinto (e que não lhe tinha parentesco, apesar do mesmo sobrenome), onde conhece sua filha Laura por quem se fascina, casando-se com ela pouco tempo depois a 17 de abril de 1913 (ela então aos dezesseis anos e ele com vinte e quatro).
Na capital paulista começou a carreira no magistério no Ginásio Macedo Soares e a seguir também no Colégio Stafford (de 1914 a 1948), no Instituto Mackenzie (1915 a 1918), Instituto Ciências e Letras entre outros como o Ginásio Oswaldo Cruz onde foi fundador e diretor em 1915, chegando mesmo a ser proprietário do Externato Marques da Cruz, entre 1921 a 1926 dentre muitas instituições em que lecionou.
Havendo chegado ao Brasil em 1912, na capital paulista onde se radicou foi membro da Academia Paulista de Ciências e Letras e do Instituto Histórico e Geográfico; em 1943 tomou parte da Reforma Ortográfica e em 1957, já aposentado da Universidade de São Paulo, saudou a visita do presidente português Francisco Higino Craveiro Lopes ao Brasil com a publicação de versos laudatórios à pátria em que nasceu, ao país e ao estado onde vivia. Foi examinador da Escola Politécnica da Universidade de São Paulo, a convite do governo brasileiro que também o agraciou com a Ordem do Cruzeiro do Sul como oficial, e professor na Faculdade de Filosofia, Ciências e Letras da mesma instituição.

## Homenagens
Na capital paulista dá nome à Escola Estadual Prof. José Marques da Cruz, situada no bairro de Vila Formosa. Dá nome a rua nesta cidade, no bairro do Brooklin (Rua Professor Doutor José Marques da Cruz).